# Manebi
株式会社manebi（マネビ）は、東京都千代田区に本社を置くオンライン研修プラットフォーム事業を展開する企業である。

## 沿革
- 2013年（平成25年）8月23日 - 東京都江東区東陽に設立。
- 2013年（平成25年）11月5日 - オープンプラットフォーム型双方向eラーニングサービスmanebi.jpをローンチ[2]。
- 2013年（平成25年）11月 - 独立行政法人科学技術振興機構 (JST)の研究開発プログラム「問題解決型サービス科学研究開発プログラム」にmanebiが参画する「経験価値の見える化を用いた共創的技能eラーニングサービスの研究と実証」プロジェクトが採択。
- 2014年（平成26年）2月 - 第三者割当増資を実施。
- 2014年（平成26年）5月 - 第三者割当増資を実施。
- 2014年（平成26年）10月2日 - オンライン検定サービスをローンチ[3]。
- 2014年（平成26年）10月27日 - 東京都千代田区神田鍛冶町に移転。
- 2015年（平成27年）2月11日 -サービスサイト「manebi.jp」のリニューアル完成。
- 2015年（平成27年）5月 - 法人向けラーニングサービス「Knowkedge box」(現「plyase.ラーニング」）をローンチ。
- 2016年（平成28年）２月 - 人材派遣会社向けキャリアアップ教育サービス「派遣のミカタ」をローンチ。
- 2016年（平成28年）２月 - 　東京都千代田区内にて本社移転。
- 2016年（平成28年）9月 - 一般社団法人 パッションリーダーズが主催する「パッションリーダーズアワード2016」にて、プレゼンター238名の中から準大賞を受賞。
- 2017年（平成29年）1月 - 一般社団法人日本情報経済社会推進協会が発行しているプライバシーマークを取得
- 2017年（平成29年）2月 - 第三者割当増資を実施
- 2017年（平成29年）6月 - 法人向け動画販売システム「my school」(現「マイスク」）の提供を開始
- 2018年（平成30年）2月 - 東京都千代田区内にて本社移転
- 2019年（令和1年）5月 - 第三者割当増資を実施
- 2019年（令和1年）9月 - 第三者割当増資を実施
- 2019年（令和1年）10月 - Web面接サービス「playse web面接」の提供を開始
- 2020年（令和2年）1月 - 人材派遣会社社員向けキャリアアップ教育サービス「派遣のミカタ eラーニング for 社員」の提供を開始
- 2020年（令和2年）3月 - 警備業特化型eラーニング「警備のミカタ eラーニング」の提供を開始
- 2020年（令和2年）6月 - 「就職氷河期世代 キャリア・チャレンジ」にeラーニングシステム 「派遣のミカタ」「playse　web面接」が採用
- 2020年（令和2年）8月 - 第三者割当増資を実施
- 2020年（令和2年）12月 - 東京都後援「東京ベンチャー企業選手権大会2020」で ｍanebiがファイナリストとして入賞
- 2021年（令和3年）2月 - 東京都千代田区内にて本社移転
- 2021年（令和3年）11月 - 第三者割当増資を実施